# Dieter Metzler
Dieter Metzler (* 18. Mai 1939 in Münster) ist ein deutscher Althistoriker und Klassischer Archäologe.

## Leben und Wirken
Metzler studierte Klassische Archäologie, Alte Geschichte und Griechisch in Münster, München, Berlin und Paris. 1966 wurde er bei Max Wegner in Münster promoviert. 1967 bis 1970 war er am Badischen Landesmuseum in Karlsruhe und an der Universität zu Köln tätig. Seit 1971 war er Assistent am Seminar für Alte Geschichte der Universität Münster bei Ruth Altheim-Stiehl. 1977 wurde er dort für Alte Geschichte habilitiert. 1977 wurde er Professor für „Alte Geschichte und Didaktik der Geschichte“ an der Pädagogischen Hochschule Westfalen-Lippe, Abteilung Münster. Nach deren Angliederung an die Universität Münster 1980 lehrte er dort bis zur Emeritierung 2004 in der Lehrerausbildung insbesondere für die Grundschule.
Zu seinen Forschungsschwerpunkten gehören die Kulturkontakte der antiken Mittelmeerwelt mit dem ferneren Asien, die Geschichte des antiken Iran, die antike Religionsgeschichte sowie das Nachleben der Antike. Seit 1997 ist er gewähltes Mitglied der Gelehrtengesellschaft Leibniz-Sozietät der Wissenschaften zu Berlin.

## Veröffentlichungen (Auswahl)
- Untersuchungen zu den griechischen Porträts des 5. Jhd. v. Chr. Dissertation Universität Münster 1966
- Portrait und Gesellschaft. Über die Entstehung des griechischen Porträts in der Klassik. Münster 1971
- Ziele und Formen königlicher Innenpolitik im vorislamischen Iran. Habilitationsschrift. Universität Münster 1977
- Kleine Schriften zur Geschichte und Religion des Altertums und deren Nachleben, hrsg. von Tobias Arand, Alfred Kneppe. Ugarit Verlag,  Münster 2004. ISBN  3-934628-51-6